# Миджах
Миджа́х — село в Ахтынском районе Дагестана. Входит в состав сельского поселения Сельсовет Смугульский.

## География
Миджах расположен в горах Ахтынского района, на восточном склоне Гельмец-Ахтынского хребта у впадения реки Каминчай (лезг. Мукьмин-вацI) в реку Ахтычай, в 1 км от села Смугул. Занимает 2848 га площади. Село делится на кварталы: Лапашар, ЧIугьур мягьле, Паруд кьил, КIамуханрин мягьле, Зангалар, Асварин мягьле, КьацIайрин мягьле, Агъа кьил, Вини кьил, Ужагъар. Вблтзт села находятся урочища: Хьуруд сув, ЧIулав чIур, Суван архаш, Муху архаш, КIелец ягъв, Тара, Кафа дагъ, Зангалык, Къени кIвалин мет, КьвечIел, ЦIерпIел, Уьрякьил, Несен пел, ЦIутIар хев, Гъенел, Туркьар кIук. 

## История
На нынешнем месте село было основано на рубеже 16-17 вв. на месте старого кладбища «ЦIаран пелек». Возле укреплённой крепости Миджах в 1730-е годы произошло сражение, в котором армия Надир-Шаха одержала победу над горцами.. На миджахском кладбище похоронен Алимаммат Бедиралидин хва, мюрид, павший в 1848—1849 году при штурме войсками имама Шамиля Ахтынской крепости. В Закатальском районе Азербайджана имеется одноимённое село Миджах, населённое переселенцами из Миджаха. В 1966 году большинство населения переселилось в село Авадан Докузпаринского района республики.

## Население
| 1895 | 1926 | 1939 | 1970 | 1989 | 2002 | 2010 |
| ---- | ---- | ---- | ---- | ---- | ---- | ---- |
| 442  | ↘250 | ↘108 | ↗172 | ↘81  | ↗138 | ↗154 |
| 2021 |      |      |      |      |      |      |
| ↘150 |      |      |      |      |      |      |

В 1869 году в селе проживало 372 человека, из них мужчины — 207, женщин 165. Село состояло из 63 домов. В 1886 году население Миджаха составляло 460 человек. Население села делится на родовые патронимы — сихилы: Зангалар, Лапашар, ЦIефингвияр, Камилар, Чакамилар, ШкIунтар. В селе действует колхоз «Миджахский» и СПК «Миджахский».

## Достопримечательности
Мечеть 18 века, Древние трёхъярусные могильники, надгробные камни с изображениями крестов.